# Meiji (car)
Car Meiji (明治天皇 Meiji-tennō, 3. studenoga 1852. – 30. lipnja 1912.), ili Meiji Veliki (明治大帝 Meiji-taitei), bio je 122. car Japanskog Carstva prema tradicionalnom redoslijedu, koji je vladao od 3. veljače 1867. do smrti. Osobno ime mu je bilo Mutsuhito (睦仁), pod kojim se ponekad navodi izvan Japana, gdje se u pravilu za preminule careve koriste postumna imena. Meijieva vladavina je predstavljala period dramatičnih promjena u ekonomiji, kulturi i politici Japana; na početku njegove vladavine Japan je bio nerazvijena zemlja pod feudalnim poretkom i ekonomiji, da bi 1868. Meiji formalno ukinuo šogunat Tokugawa tijekom tzv. meijijevske revolucije. Japan je dotad bio izolirana predindustrijska feudalna zemlja koju je držao taj šogunat i daimyo koji je vladao više od 250 imanja ("hanova"). Nakon toga je stvorena čvrsta središnja vlast koja je počela provoditi intenzivne vojne, političke i ekonomske reforme po uzoru na zapadne zemlje, a koje su omogućile relativno brzu industrijalizaciju. Plodovi te politike su se odrazili kroz pobjedu na carskom Kinom 1895. i još spektakularniju pobjedu u rusko-japanskom ratu 1905. godine, odnosno proširenje japanske vlasti na Tajvan i Koreju te pretvaranje Japana u svjetsku velesilu.

## Vanjske poveznice
- Meiji Shrine  Arhivirana inačica izvorne stranice od 31. ožujka 2015. (Wayback Machine)
- Meiji Emperor  Arhivirana inačica izvorne stranice od 24. srpnja 2007. (Wayback Machine)